# The Big Little Person
The Big Little Person is een Amerikaanse dramafilm uit 1919 onder regie van Robert Z. Leonard. De film is wellicht zoekgeraakt.

## Verhaal
De lerares Arathea Manning verliest haar gehoor na een uitbraak van roodvonk in de klas waar ze lesgeeft. Haar verloofde Arthur Endicott, die een verhouding heeft met een andere vrouw, klaagt almaar dat hij tegen haar moet schreeuwen. De uitvinder Gerald Staples schenkt Arathea een gehoorapparaat, maar een van haar leerlingen maakt het stuk. Gerald vraagt Arathea om zijn secretaresse te worden. Ze worden verliefd en hij speelt piano voor haar, hoewel ze nog amper iets kan horen. Arthur is zo jaloers dat hij een ring van Arathea verbrijzelt onder zijn hiel. Arathea valt daardoor flauw en ze stoot haar hoofd. Wanneer Gerald haar vindt, speelt hij piano voor haar en ze ontdekken dat haar gehoor weer helemaal is hersteld.

## Rolverdeling
| Acteur            | Personage       |
| ----------------- | --------------- |
| Mae Murray        | Arathea Manning |
| Clarissa Selwynne | Mevrouw Manning |
| Rudolph Valentino | Arthur Endicott |
| Allan Sears       | Gerald Staples  |
| Gerard Alexander  | Marion Beemis   |